# Falagueira
Falagueira – dawna parafia (freguesia) gminy Amadora i jednocześnie miejscowość w Portugalii. W 2011 zamieszkiwało ją 14 530 mieszkańców, na obszarze 1,45 km². Od 2013 jest częścią parafii Falagueira-Venda Nova.